# Shahin Tehran FC
El Shahin Tehran Football Club (en persa باشگاه فوتبال شاهین تهران) fou un club de futbol iranià de la ciutat de Teheran. Shahin significa falcó.

## Història

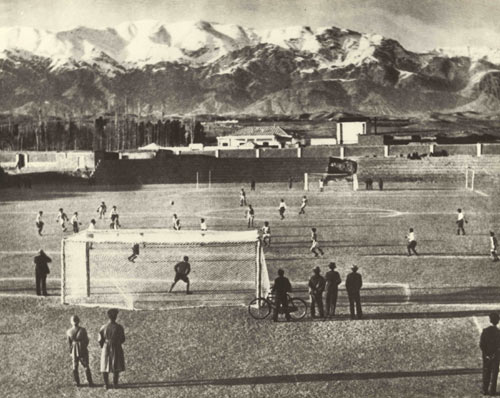
Estadi Amjadieh, seu del Shahin F.C.

El club va ser fundat el juny de 1942 pel Dr Abbas Ekrami. Fou un dels clubs més importants del país als anys 50 i 60. Problemes financers portaren a la desaparició del club l'any 1966. El 1967 nasqué un nou club anomenat Paykan Tehran FC en el seu lloc però la majoria de jugadors ingressaren al Persepolis FC. Als anys 70 el Shahin retornà a la competició amb el nom del seu antic tercer equip, Shahbaz FC participant en la lliga iraniana. El 1979 després de la revolució islàmica retornà al nom de Shahin, amb el qual existí fins a inicis dels anys 90, en què desaparegué definitivament.

## Palmarès
- Lliga de Teheran de futbol: 3
  - 1958-59, 1965-66, 1975-76
- Copa Hazfi de Teheran: 5
  - 1948, 1949, 1950, 1963, 1981
- Lliga Local
  - 1960

## Futbolistes destacats
- Masoud Boroumand
- Mahmoud Shakibi
- Hossein Fekri
- Parviz Dehdari
- Jafar Namdar
- Hamid Shirzadeghan
- Mehrab Shahrokhi
- Mohammad Reza Adelkhani
- Karim Bavi
- Homayoun Behzadi
- Hossein Kalani
- Jafar Kashani
- Nasrollah Abdollahi
- Nasser Hejazi
- Ebrahim Ghasempour
- Ali Gholami Morche Khorti
- Hamid-Majid Tajmuri
- Mohammad Sadeghi
- Mahmoud Haghighian
- Mehdi Dinvarzadeh
- Amir Ghalenoei
- Mohammad Reza Shakourizadeh
- Firooz Eftekhar-Zadeh

## Entrenadors
- Dr. Abbas Ekrami (1942-196?)
- Shapoor Sarhadi
- Amirhoshang Nikkhah Baharami
- Jafar Kashani
- Amirhoshang Nikkhah Bahrami